# La Gorgone
Pour plus de détails, voir Fiche technique et Distribution.
La Gorgone, ou Les Gorgones ou en Belgique, Gorgones : Déesses de la terreur (titre original : The Gorgon), est un film fantastique britannique réalisé en 1964 par Terence Fisher.
Il s'agit d'une production Hammer regroupant ses deux plus grandes vedettes masculines: Christopher Lee (Prof. Karl Meister) et Peter Cushing (Dr. Namaroff), ainsi que la plus notable de ses actrices, Barbara Shelley (Carla Hoffman).

## Synopsis
En 1910, le village fictif de Vandorf est, depuis cinq ans, le témoin d'une bien étrange série de meurtres dont les cadavres sont devenus des statues de pierre. La découverte de la dernière victime, la fiancée de l'artiste Bruno Heitz, pousse ce dernier au suicide, laissant ainsi croire aux autorités qu'il était le coupable. Son père, persuadé de son innocence, se heurte à l'hostilité des habitants au point qu'on tente de mettre le feu à sa maison. Il se rend dans les ruines du château Borski et, confronté à la gorgone Megaera, sent qu'il se change progressivement en pierre. Avant de mourir, il parvient à écrire un ultime message à son aîné Paul, qui, aidé de son mentor, le professeur Meister, tentera de percer ce mystère au péril de sa vie.

## Fiche technique
- Titre français : La Gorgone (titre de festival, film inédit en salles françaises)
- Titre belge : Gorgone : Déesse de la terreur
- Titre original : The Gorgon
- Réalisation : Terence Fisher
- Scénario : John Gilling d'après une histoire de J. Llewellyn Devine
- Effets spéciaux: Syd Pearson
- Musique : James Bernard
- Chef opérateur : Michael Reed
- Pays d'origine :  Royaume-Uni
- Format : couleur par Eastmancolor - 4/3  - Son monophonique
- Durée : 83 minutes
- Date de sortie :
  -  Angleterre : 18 octobre 1964

## Distribution
| Acteur             | Rôle                     |
| ------------------ | ------------------------ |
| Christopher Lee    | Prof. Karl Meister       |
| Peter Cushing      | Dr. Namaroff             |
| Richard Pasco      | Paul Heitz               |
| Barbara Shelley    | Carla Hoffman            |
| Michael Goodliffe  | Professeur Jules Heitz   |
| Patrick Troughton  | Inspecteur Kanof         |
| Jack Watson        | Ratoff                   |
| Joseph O'Conor     | Coroner                  |
| Redmond Phillips   | Hans, le valet           |
| Jeremy Longhurst   | Bruno Heitz              |
| Toni Gilpin        | Sascha Cass              |
| Joyce Hemson       | Martha, la femme démente |
| Alister Williamson | Janus Cass               |
| Michael Peakel     | Constable                |
| Sally Nesbitt      | infirmière               |
| Prudence Hyman     | la Gorgone               |

## Autour du film
- Sur une trame relativement proche, un autre monstre illustrant l'ambivalence féminine sera exploité par les studios Hammer en 1966 : La Femme reptile (The Reptile) de John Gilling, justement scénariste de La Gorgone.